# 2008.09.07. STUDIO COAST
「2008.09.07. STUDIO COAST」（2008.09.07. スタジオコースト）は、日本のロックバンド・ELLEGARDENの映像作品。2009年4月8日にDynamord Labelより発売された。

## 概要
1998年に結成されたELLEGARDENは、2008年5月2日に活動休止することを発表すると、同年9月7日のスタジオコースト公演をもって活動を休止。2018年にZOZOマリンスタジアム公演を含むツアーを開催するまでおよそ10年間の活動休止となった。本作には活動休止前最後のライブの模様が収録されている。また、ライブ映像の他に、活動休止を宣言してからの活動を追ったドキュメントやミュージックビデオも収められた作品となっている。

## 収録曲
1. Opening
2. Fire Cracker
3. Pizza Man
4. 虹
5. My Favorite Song
6. サンタクロース
7. ジターバグ
8. Supernova
9. 風の日
10. Make A Wish
11. Surfrider Association

### ミュージックビデオ
1. (Can't Remember) How We Used To Be
2. ジターバグ (Live version)
3. バタフライ
4. Missing
5. Red Hot
6. Space Sonic
7. Salamander
8. Fire Cracker
9. 高架線